# Silvano Piovanelli

Kardinalswappen von Silvano Piovanelli

Unterschrift des Kardinals (1999)

Silvano Kardinal Piovanelli (* 21. Februar 1924 in Ronta di Mugello, Provinz Florenz, Italien; † 9. Juli 2016 in Florenz) war Erzbischof von Florenz.

## Leben
Silvano Piovanelli studierte ab 1935 zwölf Jahre lang am Priesterseminar von Florenz und empfing im Jahre 1947 das Sakrament der Priesterweihe. Anschließend arbeitete er ein Jahr lang als Kurat und Sekretär, ehe er 1948 zum Subregens des Florentiner Knabenseminars bestimmt wurde. Von 1960 bis 1979 wirkte er als Pfarrer in Castelfiorentino, wo er sich besonders für die sozialen Belange der Arbeiter engagierte. 1979 ernannte ihn der Erzbischof von Florenz Giovanni Kardinal Benelli zum Generalvikar. Papst Johannes Paul II. verlieh ihm am 4. Dezember desselben Jahres den Titel Ehrenprälat Seiner Heiligkeit.
Am 28. Mai 1982 wurde er von Johannes Paul II. zum Titularbischof von Tubunae in Mauretania und zum Weihbischof in Florenz ernannt. Die Bischofsweihe spendete ihm der Florentiner Erzbischof Giovanni Benelli am 24. Juni desselben Jahres. Mitkonsekratoren waren der Altbischof von Fiesole, Antonio Bagnoli, und der Bischof von Pescia, Giovanni Bianchi.
Nach dem plötzlichen Tod Kardinal Benellis berief ihn Papst Johannes Paul II. am 18. März 1983 zu dessen Nachfolger als Erzbischof von Florenz und nahm ihn am 25. Mai 1985 als Kardinalpriester mit der Titelkirche Santa Maria delle Grazie a Via Trionfale in das Kardinalskollegium auf. 1990 wurde Kardinal Piovanelli Vizepräsident der Italienischen Bischofskonferenz, was er bis 1995 blieb. Von 1985 bis 2001 war er zudem Präsident der regionalen Bischofskonferenz der Toskana. Das Erzbistum Florenz leitete Piovanelli bis zu seiner Emeritierung am 21. März 2001.
Am Konklave 2005, in dem Papst Benedikt XVI. gewählt wurde, und am Konklave 2013, in dem Papst Franziskus gewählt wurde, nahm er nicht teil, da er zu diesen Zeitpunkten das für die aktive Papstwahl zulässige Höchstalter von 80 Jahren bereits überschritten hatte. Er lebte zuletzt in einem kirchlichen Konvikt in Florenz, wo er im Juli 2016 nach schwerer Krankheit verstarb.